# Винстон Черчил као сликар
Винстон Черчил је постао страствен сликар након напуштања владе 1915. године. Он је наставио овај хоби у старости, и насликао је више од 500 слика. Сликао је све, од златних рибица Чартвела, до пејзажа Маракеша.